# Víctor Sojo Jiménez
Víctor Sojo Jiménez   (Puente Genil, 24 de novembre de 1983) és un jugador d'hoquei sobre herba andalús, ja retirat, guanyador d'una medalla olímpica.
Va participar, als 20 anys, en els Jocs Olímpics d'Estiu de 2004 realitzats a Atenes (Grècia), on aconseguí guanyar un diploma olímpic en finalitzar quart en la prova masculina d'hoquei sobre herba. En els Jocs Olímpics d'Estiu de 2008 realitzats a Pequín (República Popular de la Xina) aconseguí guanyar la medalla de plata.
Al llarg de la seva carrera ha aconseguit guanyar una medalla de bronze en el Campionat del Món d'hoquei sobre herba i dues en el Campionat d'Europa de l'especialitat, una d'or i una de plata.
Una vegada retirat passà a exercir d'entrenador d'hoquei.